# Da te ne volim
Da te ne volim je drugi album sastava Novi fosili. Singl "Da te ne volim" prodan je u više od 65.000 primjeraka, a sam album je dosegao nakladu od 170.000 primjeraka.

## Popis pjesama
A strana
1. "Da te ne volim" - 3:02
(Rajko Dujmić, Dea Volarić, Rajko Dujmić)
2. "Diridonda" - 3:05
(Zdenko Runjić, Zdenko Runjić, Stipica Kalogjera)
3. "Kaži mi, mama" - 3:00
(Vladimir Kočiš, Dea Volarić, Vladimir Kočiš i Rajko Dujmić)
4. "Lastavice mala" - 2:51
(Zdenko Runjić, Zdenko Runjić, Rajko Dujmić)
5. "Neka vali gingolaju svoje barke" - 4:02
(Marko Demicheli, Marko Demicheli, Rajko Dujmić)

B strana
1. "Nikog nema da mu kažem" - 3:08
(Rajko Dujmić, Dea Volarić, Rajko Dujmić)
2. "Ne plaši se" - 3:40
(Vladimir Kočiš, Marija Ivasović, Vladimir Kočiš i Rajko Dujmić)
3. "Sanjaj me" - 4:20
(Rajko Dujmić, Dea Volarić, Rajko Dujmić)
4. "Kad godine prođu" - 2:52
(Rajko Dujmić, Dea Volarić, Rajko Dujmić)
5. "Sama" - 3:11
(Vanja Lisak, Dea Volarić, Rajko Dujmić)

## Vanjske poveznice
- Discogs.com – Novi Fosili: Da te ne volim (LP album)